# NGC 7135
NGC 7135 este o astronomical radio source⁠(d) situată în constelația Peștele Austral. A fost descoperită în 23 septembrie 1834 de către John Herschel. Se află la o distanță de 36,86 de megaparseci de Pământ.